# 2024 FZ26
2024 FZ26 est un objet transneptunien de magnitude absolue 6,18 faisant partie des twotinos.

## Caractéristiques
2024 FZ26 mesure environ 220 km de diamètre.